# Anna zu Mecklenburg (* 1533)

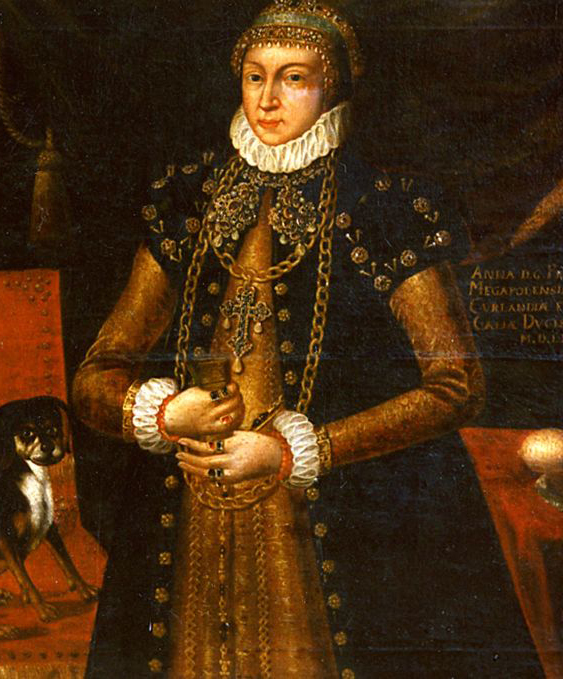
Anna zu Mecklenburg, Herzogin von Kurland

Anna, Herzogin zu Mecklenburg (* 14. Oktober 1533 in Wismar; † 4. Juli 1602 in Mitau) war eine mecklenburgische Prinzessin und durch Heirat Herzogin von Kurland und Semgallen.

## Leben
Anna zu Mecklenburg war eine Tochter von Herzog Albrecht VII. von Mecklenburg-Güstrow und dessen Frau Anna (1507–1567), Tochter des Kurfürsten Joachim I. von Brandenburg. Sie wurde am 25. November 1533 getauft. Von ihren neun Geschwistern erreichten nur Johann Albrecht I. (1525–1576), Ulrich (1527–1603), Georg (1528–1552), Christoph (1537–1592) und Karl I. (1540–1610) das Erwachsenenalter.
Nach der Niederlage ihres Vaters in der Grafenfehde 1536 wurde sie zusammen mit ihrem Bruder Georg von 1537 bis 1546 in Minden erzogen. Ab 1547 lebte sie bei ihrem Bruder Johann Albrecht in Schwerin. Sie erlebte die künstlerische Blüte Mecklenburgs in der Renaissance, den später so genannten Johann-Albrecht-Stil.
Relativ spät wurde für sie von Johann Albrecht zusammen mit seinem Schwager Albrecht von Preußen und König Sigismund II. August von Polen die Ehe mit Gotthard Kettler, seit 1561 Herzog von Kurland und Semgallen arrangiert. Die Eheschließung fand im Frühjahr 1566 in Königsberg statt. Das Paar lebte zunächst in Riga, ab 1578 im neu errichteten Schloss in Mitau.
„Anna von Mecklenburg-Güstrow galt als begabt und gebildet. Sie zeigte ein lebhaftes Interesse an moderner Kunst und förderte die Kultur am Hofe, so wie sie es aus ihrer Heimat gewohnt war.“ Insbesondere engagierte sie sich beim Bau und der Einrichtung von Kirchen und Kapellen.
Anna und Gotthard hatten sieben Kinder, von denen drei jung starben. Ihre Söhne Friedrich Kettler und Wilhelm Kettler traten die Nachfolge als Herzöge von Kurland und Semgallen an. Die Tochter Anna Kettler heiratete den litauischen Fürsten Albrecht Radziwiłł, den Sohn von Mikołaj Radziwiłł Czarny, die Tochter Elisabeth Kettler heiratete den Herzog Adam Wenzel von Teschen.
Anna starb in Mitau. Ihr Sarkophag ist in der herzoglichen Gruft im Schloss Jelgava erhalten und wurde bis 2014 restauriert.